# Probosca comata
Probosca comata es una especie de coleóptero de la familia Oedemeridae.

## Distribución geográfica
Habita en Mesopotamia.